# Isohypsibius silvicola
Isohypsibius silvicola är en djurart som tillhör fylumet trögkrypare, och som först beskrevs av Iharos 1966.  Isohypsibius silvicola ingår i släktet Isohypsibius och familjen Hypsibiidae. Inga underarter finns listade i Catalogue of Life.